# Casey Cagle
Lowell S. "Casey" Cagle, född 12 januari 1966 i Gainesville, Georgia, är en amerikansk republikansk politiker. Han var viceguvernör i Georgia 2007–2019.
Georgia har inte alltid haft ett viceguvernörsämbete och sedan det efter andra världskriget har funnits viceguvernörer, har ämbetets maktbefogenheter varierat. Som viceguvernör var Casey Cagles viktigaste uppgift att fungera som talman i Georgias senat. I början av ämbetsperioden fick han också utnämna ordföranden i delstatssenatens olika utskott. År 2010 fråntogs viceguvernören möjligheten till sådana utnämningar.

## Guvernörsvalet i Georgia 2018
Den 30 april 2017, meddelade Cagle formellt sin kandidatur för guvernör år 2018. I april 2018 enligt offentliga och privata opinionsundersökningar, hade Cagle en "dominerande ledning över sina republikanska rivaler i loppet för guvernör".
Cagle och Georgias statssekreterare Brian Kemp avancerade till en omtävling den 24 juli, eftersom ingen av dem fick 50 procent av omröstningen den 22 maj när det var primärval.

## Privatliv
Cagle är gift med Nita, och de är föräldrar till tre söner, Jared, Grant och Carter. Familjen Cagles bor i Chestnut Mountain, Georgia, där de är medlemmar i Christ Place Church.